# 벡터-R
벡터-R은 초소형 인공위성을 발사하는 미국 벡터 스페이스 시스템의 우주발사체이다.

## 역사
벡터-R은 1회 발사비용인 2백만 달러(24억원) 밖에 되지 않는다. 무게 5톤에 50 kg 인공위성을 발사하며, 1단 추력 2.5톤 프로필렌/액체산소 엔진, 2단 추력 0.4톤 프로필렌/액체산소 엔진을 사용한다.
2017년 5월 3일, 미니 버전을 준궤도 시험발사했다. 2017년 8월 2일, 완전한 시제기를 준궤도 시험발사했다.

## 같이 보기
- 소형 리프트 발사체